# Anahita punctulata
Anahita punctulata är en spindelart som först beskrevs av Nicholas Marcellus Hentz 1844.  Anahita punctulata ingår i släktet Anahita och familjen Ctenidae. Inga underarter finns listade i Catalogue of Life.